# Nemanja Stojić
Nemanja Stojić (serbisch-kyrillisch Немања Стојић; * 15. Januar 1998 in Belgrad, Bundesrepublik Jugoslawien) ist ein serbischer Fußballspieler.

## Karriere

### Verein
Aus der U19 von Partizan Belgrad wechselte Stojić im Sommer 2016 in die des FK Voždovac. Im darauffolgenden Jahr verließ er diese in Richtung Roter Stern Belgrad. Belgrad verlieh ihn direkt weiter an FK Grafičar Belgrad, wo er bis Juni 2020 blieb. Als Nächstes ging es für ihn per Leihe zum FK Zlatibor Čajetina. Aufgrund einer Krankheit wurde die Leihe bereits im September 2020 beendet und er kehrte zu Grafičar zurück. Nach dem Ende der Leihe der Spielzeit 2020/21 verließ er Roter Stern, ohne je einen Einsatz für die erste Mannschaft gemacht zu haben und wechselte zum FK Metalac. Hier spielte er nun erstmals für einen Klub in der ersten Liga und war vom 23. Spieltag bis Saisonende Mannschaftskapitän. Zur Spielzeit 2022/23 wechselte er zum FK TSC, mit dem er die Gruppenphase der Europa League 2023/24 erreichte. Zur Spielzeit 2024/25 wird er wieder zu Roter Stern zurückkehren.

### Nationalmannschaft
Für die serbische A-Nationalmannschaft debütierte er am 25. Januar 2024 bei einem 2:1-Freundschaftsspielsieg über die USA, bei dem er in der Startelf stand. Ende Mai wurde er für den finalen Kader zur Europameisterschaft 2024 nominiert.